# عبدالرضا تاجیک
عبدالرضا تاجیک (زاده ۴ اردیبهشت ۱۳۵۰ در ورامین)، روزنامه‌نگار و فعال حقوق بشر ایرانی است. وی سابقه همکاری با روزنامه‌های فتح، بنیان، اعتماد، توسعه، خرداد، کارگزاران، بهار، خبرگزاری ایلنا و شرق و نشریاتی چون مهرنامه و کانون مدافعان حقوق بشر دارد.

## زندگی
تاجیک در ورامین و در خانواده‌ای مذهبی متولد شد. او در کودکی مادرش را از دست داد و با خاله خود زندگی می‌کرد. پس از طی تحصیلات مقدماتی، در دانشگاه مشغول به تحصیل شد و دانش‌آموخته علوم سیاسی است. او همچنین در کلاس‌های آموزشی انجمن سینمای جوانان ایران شرکت کرد و با مبانی عکاسی و سینما آشنا شد. در سال ۱۳۷۸ به صورت تمام وقت در خرداد مشغول به کار شد. پیشتر در نشریاتی چون «گوناگون» به صورت غیرمنظم می‌نوشت. پس از آن برای روزنامه‌هایی چون فتح، بُنیان، اعتماد، توسعه، خرداد، کارگزاران، بهار، شرق، ایلنا و نشریاتی چون مهرنامه می‌نوشت.
عبدالرضا تاجیک از سال ۱۳۸۷ و پس از آغاز برخورد گسترده دولت ایران با اعضای کانون مدافعان حقوق بشر ممنوع‌الخروج گردید. سازمان گزارشگران بدون مرز ممنوع‌الخروجی‌اش را محکوم کرد. روزنامه مردم‌سالاری دربارهٔ ممنوع الخروجی او نوشت که این روزنامه‌نگار در ۲۹ بهمن ۱۳۸۷ برای انجام سخنرانی در سمینار «ایران، ۳۰ سال پس از انقلاب» قصد سفر به اسپانیا را داشت که در فرودگاه ممنوع الخروج شد.

### بازداشت در سال ۱۳۸۸
پس از انتخابات پرمناقشه ۱۳۸۸ و موج اولیه بازداشت‌ها ۴۶ روز به زندان رفت. پس از آن در موج بازداشت‌های بعد از وقایع عاشورای ۸۸، بازداشت شد و ۶۰ روز دیگر را در زندان گذراند. تاجیک هر دو بار با قرار وثیقه آزاد شد.

### بازداشت در سال ۱۳۸۹
روز ۲۲ خرداد ۱۳۸۹، در سالگرد انتخابات ۸۸، پس از مراجعه به دفتر پیگیری وزارت اطلاعات برای بار سوم بازداشت شد. او در تماس تلفنی با خانواده‌اش، از حبس خود در سلول انفرادی در زندان اوین خبر داد. او تا اول دی ماه ۱۳۸۹ در زندان بود و سپس در ۲ دی همان سال با وثیقه ۵۰۰ میلیون تومانی آزاد شد. در ۲۱ اسفند ۱۳۸۹، حکم شش سال حبس او به اتهام «عضویت در گروه‌های غیرقانونی» و «تبلیغ علیه نظام» در دادگاه به وکیل او ابلاغ شد. وکیل او محمد شریف در گزارشی، از صدور یک سال حبس بابت تبلیغ علیه نظام و ۵ سال حبس برای عضویت در کانون مدافعان حقوق بشر خبر داد.
وکیل تاجیک، از وجود پرونده دیگری با اتهام «نشر اکاذیب به قصد تشویش اذهان عمومی» برای موکلش خبر داد که با شکایت معاون دادستان در دادگاه عمومی در جریان است.
خانواده این روزنامه‌نگار زندانی با ارسال نامه‌ای به صادق لاریجانی، رئیس قوه قضاییه عنوان داشتند که عبدالرضا تاجیک در جریان ملاقات کابینی که ۲۳ تیر ۸۹ در زندان اوین انجام شده، با «ناراحتی و عصبانیت» از «هتک حرمت» به خود خبر داده و خواهان دیدار با دولت‌آبادی، دادستان تهران و محمد شریف، وکیلش شده‌است. محمد شریف دربارهٔ هتک حرمت موکلش در مصاحبه با رادیو فردا گفت: «در پرونده مربوط به سال‌های ۸۰ تا ۸۱، بعضی از موکلان و متهمان از برخورد جسمی و جنسی به عنوان هتک حرمت بیانیه‌ای دادند اما طبق قانون مجازات اسلامی، توهین به افراد از قبیل فحاشی و استعمال الفاظ رکیک که موجب حد قذف نشود هتک حرمت خواهد بود.» در پی این رویدادها، خواهر تاجیک به اتهام نشر اکاذیب و اقدام علیه نظام، بازداشت و در همان روز با قرار کفالت آزاد شد. سرانجام وی با حکم دادگاه انقلاب به یکسال و نیم زندان محکوم شد.

### مهاجرت به فرانسه
در سال ۱۳۹۰ از ایران خارج شد و هم‌اکنون ساکن پاریس است. عبدالرضا تاجیک هم‌اکنون در فرانسه زندگی می‌کند.

## در نظرگاه دیگران
سازمان گزارشگران بدون مرز جایزه آزادی مطبوعات در سال ۲۰۱۰ را به عبدالرضا تاجیک به خاطر تلاش‌ها و شجاعتش در راه آزادی مطبوعات در ایران اهدا کرد. ژان فرانسوا ژولیار دبیرکل سازمان گزارشگران بدون مرز پس از اعطای جایزه بهترین روزنامه‌نگار سال به تاجیک، ابراز امیدواری کرد که این اعطای جایزه، بتواند موجبات آزادی او را فراهم کند. شیرین عبادی در واکنش به نامه خانواده تاجیک، از نقض حقوق زندانیان نوشت.